# Trojekurow

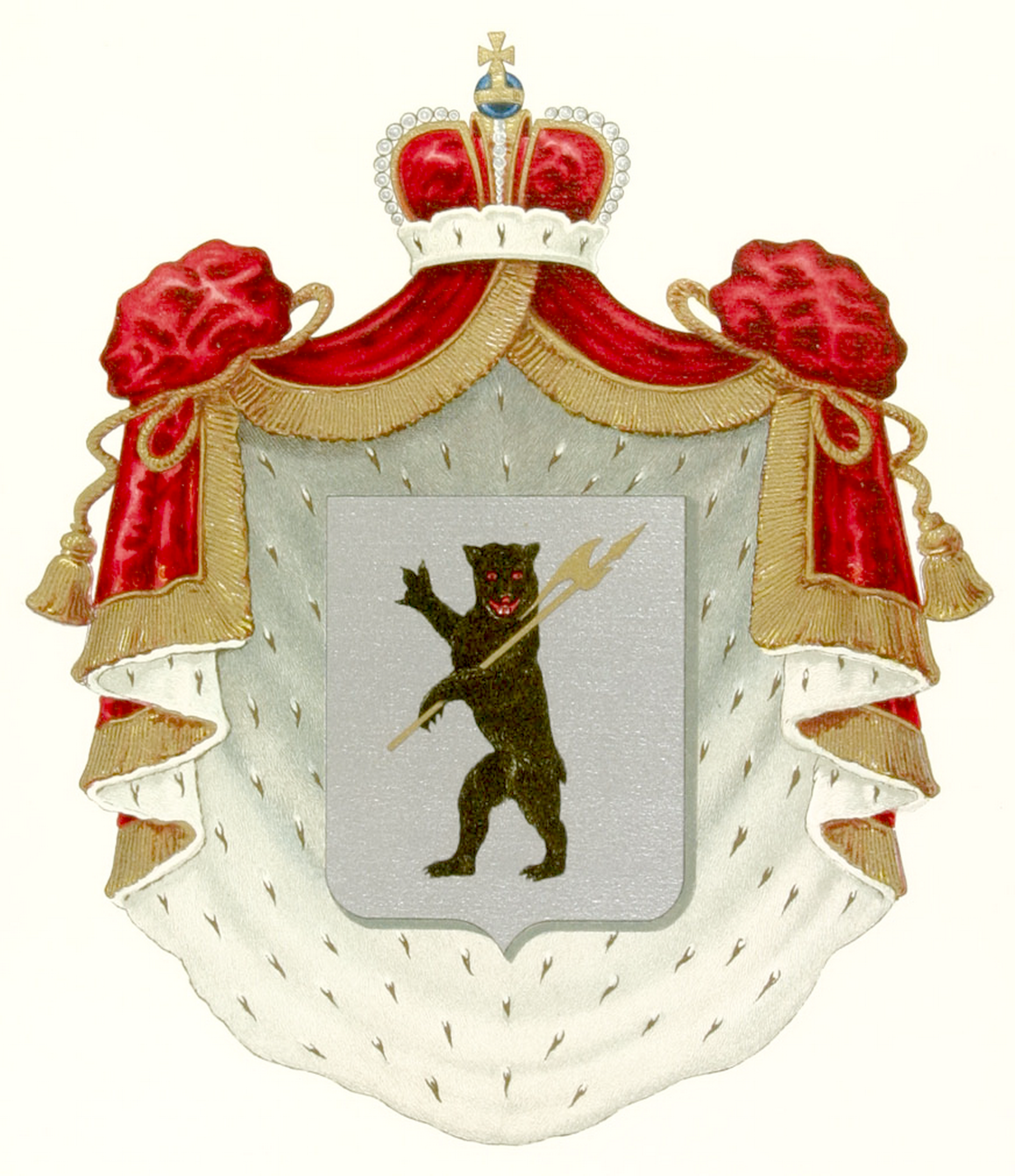
Das Wappen der Fürstenfamilie Trojekurow

Das Fürstenhaus Trojekurow (russisch Троекуров) stellt den älteren Zweig der Jaroslawler Dynastie des Rurikiden dar.

## Abstammung
Das Fürstenhaus Trojekurow stammt vom dritten Sohn des Jaroslawler Teilfürsten Lew Romanowitsch († ca. 1490) ab, dem Fürsten Michail Lwowitsch von Jaroslawl († nach 1516), genannt „Trojekur“.Michails Lwowitschs Apanage bestand aus einem weitläufigen Gebiet mit mehreren Dörfern und Zentrum in Burmakino an den Ufern der Tunoschonka (auch ‚Tunoscha‘ genannt), eines rechten Zuflusses der Wolga östlich von Jaroslawl. 
Seinen Nachkommen gelang es, diese Herrschaft bis zum Erlöschen ihrer Linie in ihrem Besitz zu behalten. Da der Fürst Michail Lwowitsch Trojekur noch als apanagierter Fürst in die Moskauer Dienste eintrat, erhielt er den höchsten Rang, den der Großfürst von Moskau zu vergeben hatte, den eines Bojaren. Auch seine Nachkommen bekleideten die obersten Ämter am Moskauer Zarenhof sowie in der Militärhierarchie und der Administration des Moskauer Staates und später des Russischen Reiches: Das Fürstenhaus Trojekurow stellte für die Zarendienste stets Bojaren, Okolnitschis, Wojewoden und Stolniks.

## Stammgeschichte

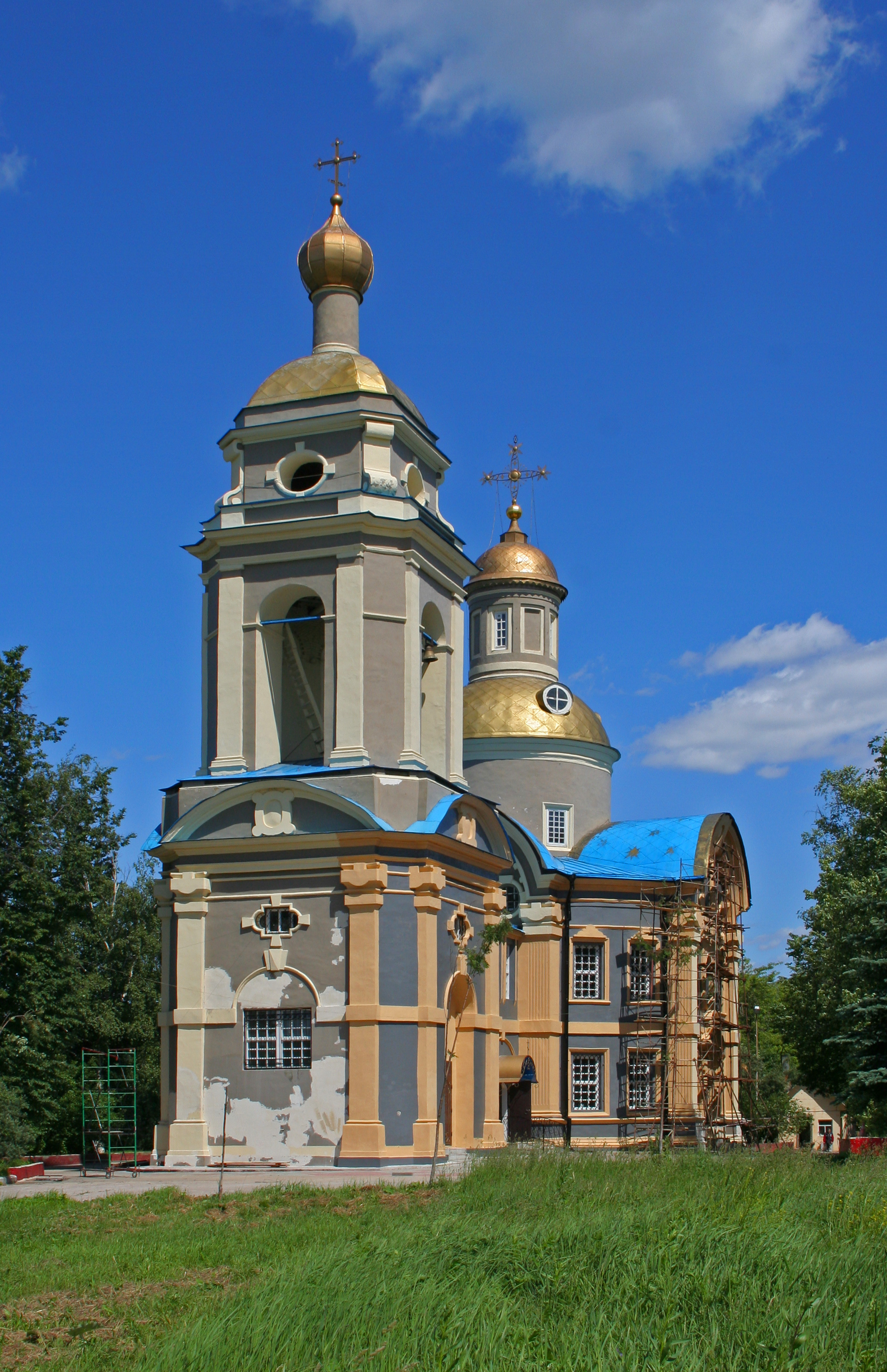
Kirche Nikolaus’ des Wundertäters in Trojekurowo

Durch die Jahrhunderte hindurch behielt das Fürstenhaus Trojekurow eine überschaubare Anzahl an Mitgliedern in der jeweiligen Generation bei, was dazu führte, dass das Hausgut kaum von den Erbteilungen berührt blieb. Das Fürstenhaus verfügte über ein beträchtliches Landeigentum sowohl in der alten Jaroslawler Apanage, vor allem Burmakino, als auch in den (späteren) Gouvernements Moskau, Kaluga, Rjasan und Tambow. Der Moskauer Großfürst belehnte den Fürsten Michail Lwowitsch Trojekur mit der Herrschaft Suponewo im Ujesd Swenigorod, die er an seinen dritten Sohn, den Bojaren Fürsten Michail Michailowitsch Trojekurow († nach 1567) mit Beinamen „Achmet“ vererbte. Da dessen ältester Enkel, Fürst Roman Fjodorowitsch Trojekurow († 1620), der die besagte Herrschaft erbte, ohne Nachkommen verstarb, fiel diese an die Krone zurück. 
In Moskau besaß das Fürstenhaus Trojekurow eine repräsentative Stadtresidenz in der Nähe des Kreml, an der Straße Ochotny Rjad, die bereits sein Stammvater Fürst Michail Lwowitsch Trojekur erbauten ließ. Sein ältester Sohn, Fürst Iwan Michailowitsch Trojekurow († 1564), erbte diese Residenz nebst Burmakino und wurde 1550 vom Zaren mit einem Dienstgut mit der Fläche von 200 Tschetwerten (etwa 109 ha) im Ujesd Moskau belehnt. 1554 erhielt auch er den Rang eines Bojaren. Sein Sohn Fürst Fjodor Iwanowitsch Trojekurow († 1568) fiel dem Terror des Zaren Iwan des Schrecklichen zum Opfer. Fjodors Sohn Iwan scheint noch im jungen Alter gestorben zu sein.
Der Stamm wurde durch die Nachkommen des bereits erwähnten Fürsten Michail Michailowitsch Trojekurow, genannt „Achmet“, fortgeführt. Sein ältester Sohn, Fürst Wassili Michailowitsch Trojekurow, starb nach 1586 ohne Nachkommen. Dessen jüngerer Bruder, Fürst Fjodor Michailowitsch Trojekurow († 1597), wurde 1581 Okolnitschi und 1586 Bojar. Er hinterließ zwei Söhne: den bereits erwähnten kinderlos verstorbenen Fürsten Roman Fjodorowitsch Trojekurow und seinen Bruder Fürsten Iwan Fjodorowitsch Trojekurow († 1621), der 1620 den Bojaren-Rang erhielt. In erster Ehe war dieser mit der ältesten Tochter des Bojaren Nikita Romanowitsch Sacharjin-Jurjew († 1586), des Großvaters des künftigen Zaren Michail I., verheiratet, was seine Karriere am Hofe der neuen Zarendynastie begünstigte und ihm neue Landschenkungen und -verleihungen einbrachte. Dazu gehörten vor allem die Herrschaften Swerewo im Ujesd Moskau und Nikolskoje im Ujesd Swenigorod. Sein einziger Sohn, Fürst Boris Iwanowitsch Trojekurow (1617–1674) erbte ein immenses Vermögen. 
Seine Besitzungen vergrößerte er erheblich durch neue Schenkungen des Zaren und Käufe. Auf dem Gebiet seiner Herrschaft Choroschewo am Flüsschen Setun am Krymski Wal (heute Jakimanka-Straße in Moskau) in der unmittelbaren Nähe Moskaus erbaute er 1644–1648 eine neue prachtvolle Residenz, die Trojekurowo genannt wurde, und 1699–1703 eine imposante Kirche im Stil des frühen sogenannten russischen (oder Moskauer) Barock, die dem Hl. Nikolaus dem Wundertäter (von Myra) geweiht wurde. Auch Boris Iwanowitsch Trojekurows Sohn Fürst Iwan Borissowitsch Trojekurow († 1703) war Alleinerbe des väterlichen Besitzes, da sein Bruder Dmitri († 1670) früh verstarb. Die beiden Söhne Iwans fielen noch zu seinen Lebzeiten im Krieg: der ältere, Fjodor (1667–1695), im 2. Russisch-Türkischen Krieg bei Asow und der jüngere, Iwan (1670–1702), während des Großen Nordischen Krieges als Hauptmann in Staraja Ladoga. Durch die Heirat der einzigen Tochter des Fjodor Iwanowitsch Trojekurow, Prinzessin Praskowja Fjodorowna Trojekurowa (1695–1746), mit dem Fürsten Sergei Michailowitsch Dolgorukow (1695–1763) im Jahre 1717 fielen die Herrschaften Swerewo und Nikolskoje an die Familie der Fürsten Dolgorukow. 
Iwans einziger Sohn Fürst Alexei Iwanowitsch Trojekurow (1693–1740) hinterließ lediglich eine Tochter, Prinzessin Jekaterina Alexejewna Trojekurowa, die die meisten Güter ihres Hauses, vor allem die Herrschaft Trojekurowo (alias Choroschewo) an der Setun und Burmakino in die Ehe mit dem Grafen Wladimir Semjonowitsch Saltykow (1705–1751) einbrachte. Ein kleinerer Teil ging an ihre Tante Prinzessin Praskowja Iwanowna Trojekurowa († 1748), die mit dem Grafen Iwan Petrowitsch Tolstoi († 1728) vermählt war. Der Stammvater der Linie der Fürsten Trojekurow, Fürst Michail Lwowitsch Trojekur und die meisten seiner Nachkommen fanden ihre letzte Ruhe im Erlöser-Verklärungs-Kloster in Jaroslawl, was ihre Verbindung zu der Apanage ihrer Ahnen und ihrer Dynastie symbolisierte.

## Wappen
In Silber ein aufgerichteter schwarzer Bär mit goldenem Beil (Berdysch) über der Schulter. Der Schild ruht auf dem mit dem Fürstenhut gekrönten Fürstenmantel.